# Bjørnerud Station
Bjørnerud Station (Bjørnerud stasjon) var en jernbanestation på Valdresbanen, der lå i Søndre Land kommune i Norge.
Stationen åbnede som holdeplads 28. november 1902 sammen med den første del af banen fra Eina til Dokka. Oprindeligt hed den Bjørnrud, men den skiftede navn til Bjørnerud i 1905. Den blev opgraderet til station i juni 1949 men atter nedgraderet til holdeplads 5. maj 1959 og til trinbræt 1. september 1959. Persontrafikken på banen blev indstillet 1. januar 1989.
Stationsbygningen blev opført til åbningen i 1902 men er nu revet ned. Der var sidespor fra Bjørnerud til Bjørnerud Sag.